# Emilio P. Miraglia
Emilio Paolo Miraglia (* 1924 in Casarano; † 26. August 1982) war ein italienischer Filmregisseur, Drehbuchautor und Schnittassistent.
Miraglia begann seine Karriere beim Film als Schnittassistent und war von 1960 bis 1966 an zahlreichen Genrefilmen als Regieassistent beteiligt. 1967 führte er erstmals selbst Regie und drehte bis 1972 sechs Werke, die handwerklich ordentliche Gebrauchsware darstellten. Dabei verwendete Miraglia bei den ersten vieren das Pseudonym Hal Brady. Für drei schrieb er auch am Drehbuch mit.

## Filmografie (Auswahl)
- 1967: Assassination
- 1971: Die Grotte der vergessenen Leichen (La notte che Evelyn uscì dalla tomba)
- 1971: Spara Joe… e così sia!
- 1972: Die rote Dame (La dama rossa uccida sette volte)